# Nižný Klátov
Nižný Klátov este o comună slovacă, aflată în districtul Košice-okolie din regiunea Košice. Localitatea se află la altitudinea de 353 m deasupra n.m., se întinde pe o suprafață de 5,99 km2 și în 2017 număra 826 de locuitori.

## Istoric
Localitatea Nižný Klátov este atestată documentar din 1317.

## Demografie
| An:                | 1994 | 2004   | 2014    | 2024    |
| ------------------ | ---- | ------ | ------- | ------- |
| Număr de persoane: | 589  | 636    | 780     | 941     |
| Diferență:         |      | +7,97% | +22,64% | +20,64% |

| An:                | 2023 | 2024   |
| ------------------ | ---- | ------ |
| Număr de persoane: | 914  | 941    |
| Diferență:         |      | +2,95% |